# Bahnhof Hergatz
Der Bahnhof Hergatz ist der Bahnhof der bayerischen Gemeinde Hergatz. Er besitzt drei Bahnsteiggleise. Der Bahnhof wird täglich von ungefähr 75 Zügen der Deutschen Bahn AG und der Länderbahn bedient. Der Bahnhof Hergatz ist ein Trennungsbahnhof an den Bahnstrecken Buchloe–Lindau und Kißlegg–Hergatz; die Streckenabschnitte Richtung Lindau und Richtung Kißlegg sind seit 2020 elektrifiziert und Teil der Ausbaustrecke München–Lindau.
Neben dem Bahnhof Hergatz gab es in der Gemeinde Hergatz den stillgelegten Haltepunkt Maria Thann und den ehemaligen Haltepunkt Wohmbrechts.

## Lage
Der Bahnhof befindet sich mittig innerhalb des Ortsteils Hergatz der Gemeinde Hergatz. Das Bahnhofsgebäude befindet sich südlich der Gleisanlagen und besitzt die Adresse Bahnhofstraße 4. Im Süden wird der Bahnhof von der Bahnhofstraße begrenzt. Im Osten des Bahnhofes überquert die Hauptstraße die Gleisanlagen. Im Westen befindet sich eine Fußgängerbrücke. Im Süden befindet sich derzeit nur ein Feldweg.

## Geschichte
Der Bahnhof Hergatz wurde am 12. Oktober 1853 mit dem letzten Teilstück der Ludwig-Süd-Nord-Bahn von Oberstaufen nach Lindau eröffnet. Am 15. Juli 1890 wurde die Strecke nach dem württembergischen Wangen eröffnet.
Der Bahnhof besaß anfangs fünf Bahnsteiggleise und mehrere Gütergleise. Außerdem waren Güterverladeanlagen und ein Güterschuppen vorhanden. Das dreistöckige Empfangsgebäude wurde mit dem Bau der Ludwig-Süd-Nord-Bahn errichtet und verfügt auf beiden Seiten über je einen Anbau. Ab 1970 wurden die Gleisanlagen zurückgebaut. Die Gleise für den Güterverkehr wurden abgerissen und für den Personenverkehr blieben drei Bahnsteiggleise erhalten. Jedes Gleis besaß einen eigenen über einen niveaugleichen Übergang erreichbaren Zwischenbahnsteig.
2003 wurde der Bahnhof modernisiert. Der Hausbahnsteig blieb erhalten, wurden jedoch auf 55 Zentimeter erhöht. Die Zwischenbahnsteige der Gleise 2 und 3 wurden abgerissen und durch einen großen ebenfalls 55 Zentimeter hohen Mittelbahnsteig ersetzt. Beide Bahnsteige erhielten eine Überdachung. Es wurde außerdem eine Unterführung vom Mittelbahnsteig zum Hausbahnsteig erbaut. Die Aufzugsschächte errichtete man ebenfalls, man richtete allerdings keine Aufzüge ein, da die Mittel hierfür vom Bund für Bahnhöfe mit einem Fahrgastaufkommen unter 1000 Personen täglich gekürzt wurden.
Ab August 2020 wurden im Bahnhof Hergatz zwei Aufzüge eingebaut, im Frühjahr 2021 wurden sie in Betrieb genommen.
2012 verkaufte die Deutsche Bahn das Bahnhofsgebäude an einen Privatbesitzer, die Gemeinde Hergatz wollte das Gebäude trotz Angebot der Deutschen Bahn nicht erwerben. Ob das Bahnhofsgebäude weiterhin öffentlich zugänglich sein wird, war damals noch ungewiss, es ist nicht mehr öffentlich zugänglich. Das Spurplandrucktastenstellwerk Hergatz Fahrdienstleiter von Lorenz der Bauart 60 (SpDrL60), welches sich im Empfangsgebäude befindet, wurde 1977 in Betrieb genommen.
Die Verbindung Lindau–Hergatz–Kißlegg–Memmingen–Buchloe–Geltendorf wurde im Rahmen des Projektes Ausbaustrecke München–Lindau–Grenze D/A (ABS 48) 2020 elektrifiziert. Dazu wurde die Fußgängerbrücke im Süden des Bahnhofes angehoben.

## Infrastruktur
Der Bahnhof besitzt drei Bahnsteiggleise, den Hausbahnsteig an Gleis 1 und einen Mittelbahnsteig an Gleis 2 und 3. Züge zwischen Kempten und Lindau nutzen die durchgehenden Hauptgleise der Bahnstrecke Buchloe–Lindau (Gleis 1 und 2). Die Strecke nach Memmingen wird von den Gleisen 2 und 3 erreicht, nur diese beiden Gleise sind elektrifiziert.
Alle Bahnsteige sind überdacht und über die Aufzüge barrierefrei zugänglich. Der Mittelbahnsteig ist über eine Unterführung mit dem Hausbahnsteig verbunden. Alle Bahnsteige des Bahnhofs Hergatz sind 170 Meter lang und 55 Zentimeter hoch.

## Verkehr
| Linie                    | Betreiber       | Strecke | Frequenz                                   |
| ------------------------ | --------------- | --- | ------------------------------------------ |
| RE7                      | DB Regio Bayern | (Nürnberg –) Augsburg – Buchloe – Kaufbeuren – Kempten (Allgäu) – Immenstadt – Hergatz – Lindau-Reutin – Lindau-Insel | Zweistundentakt 2 Zugpaare ab/bis Nürnberg |
| RE70                     | DB Regio Bayern | München – Kaufering – Buchloe – Kaufbeuren – Kempten (Allgäu) – Immenstadt – Hergatz – Lindau-Reutin – Lindau-Insel   | Zweistundentakt                            |
| RE75                     | DB Regio Bayern | Lindau-Insel – Hergatz – Immenstadt – Kempten (Allgäu) – Memmingen – Ulm                                              | Einzelzug nach Ulm                         |
| RB94                     | DB Regio Bayern | Kempten (Allgäu) – Immenstadt – Hergatz (– Lindau-Insel)                                                              | einzelne Züge                              |
| RB92                     | Arverio Bayern  | Memmingen – Leutkirch – Kißlegg – Wangen – Hergatz – Lindau-Insel – Lindau-Reutin                                     | Zweistundentakt                            |
| RE96                     | Arverio Bayern  | München – Buchloe – Memmingen – Leutkirch – Kißlegg – Wangen – Hergatz – Lindau-Insel – Lindau-Reutin                 | Zweistundentakt                            |
| Stand: 15. Dezember 2025 |                 | |                                            |

Bis Dezember 2020 wurde Hergatz auch vom alex bedient. Fahrzeugeinsätze siehe unter Liste der SPNV-Linien in Bayern.

## Kuriosa
Am 13. Dezember 2020 wurde der EuroCity-Express 97, der erste fahrplanmäßige elektrische Fernverkehrszug von Zürich nach München, in Hergatz fälschlich auf das fahrdrahtlose Gleis 1 geleitet, wobei er seinen Stromabnehmer verlor und die Oberleitung beschädigte. Der Zug musste mit einer Diesellokomotive abgeschleppt werden.